# Окунский, Владимир Викторович
Владимир Викторович Окунский — советский хозяйственный, государственный и политический деятель.

## Биография
Родился в 1927 году в Украинской ССР. Член КПСС.
С 1954 года — на хозяйственной, общественной и политической работе. В 1954—1990 гг. — бригадир, мастер тендерного цеха, начальник комплексной бригады, председатель завкома, начальник производственного отдела, главный технолог, секретарь парткома завода
имени Октябрьской революции, второй, первый секретарь Ленинского райкома, второй секретарь Ташкентского горкома, второй секретарь Ташкентского обкома КП Узбекистана, заведующий отделом организационно-партийной работы ЦК Компартии Узбекистана.
Избирался депутатом Верховного Совета Узбекской ССР 6-го, 7-го. 8-го, 9-го, 10-го созывов.
Кавалер 7 орденов.
Умер в Ташкенте в 2014 году.